# Merci pour le regard
 (mai 2025).
Motif : Aucune source secondaire prouvant la notoriété de l'album
- Archive Wikiwix
- Bing
- Cairn
- DuckDuckGo
- E. Universalis
- Gallica
- Google
- G. Books
- G. News
- G. Scholar
- Persée
- Qwant
- (zh) Baidu
- (ru) Yandex
- (wd) trouver des œuvres sur Wikidata

| 1. | Préciser le motif de la pose du bandeau. | Précisez le motif de la pose du bandeau en utilisant la syntaxe suivante : {{admissibilité à vérifier\|date=mai 2025\|motif=remplacez ce texte par le motif}}                             |
| 2. | Informer les utilisateurs concernés.     | Pensez à avertir le créateur de l'article, par exemple, en insérant le code ci-dessous sur sa page de discussion : {{subst:avertissement admissibilité à vérifier\|Merci pour le regard}} |

Albums de Sylvie Vartan
Avec toi
Merci pour le regard est le 44e album studio de Sylvie Vartan. Réalisé par Philippe Russo, il sort le 1er octobre 2021. 

## Liste des titres
| 1.  | Le bleu de la mer noire          | Clarika          | Jean-Jacques Nyssen              | 2:52 |
| 2.  | Tout bas, tout bas               | Ulysse Manhes    | Léonard Lasry                    | 3:09 |
| 3.  | Les vents contraires             | Joseph d'Anvers  | Joseph d'Anvers                  | 3:26 |
| 4.  | On s'aime encore, mais autrement | Éric Chemouny    | Michel Amsellem                  | 3:18 |
| 5.  | Avec tous ces ne me quitte pas   | Élisa Point      | Léonard Lasry                    | 3:59 |
| 6.  | Merci pour le regard             | Élisa Point      | Léonard Lasry                    | 3:17 |
| 7.  | J'emporterai                     | Élisa Point      | Léonard Lasry                    | 3:01 |
| 8.  | À deux pas de vous               | Clara Luciani    | Clara Luciani                    | 3:29 |
| 9.  | Une fille attend                 | Éric Chemouny    | Christophe Casanave              | 2:54 |
| 10. | Ce jour-là                       | Éric Chemouny    | Michaël Ohayon                   | 3:09 |
| 11. | Une dernière danse               | Éric Chemouny    | Michel Amsellem                  | 3:22 |
| 12. | Du côté de ma peine              | La Grande Sophie | La Grande Sophie                 | 2:29 |
| 13. | Ma tendre enfance                | Patrick Loiseau  | Dave Levenbach, Thierry Geoffroy | 3:02 |
| 14. | Tout reste à dire                | Léonard Lasry    | Léonard Lasry                    | 3:02 |

## Musiciens
Nota : source pour l'ensemble de cette section :
- Olivier Baldissera : batterie
- Marc Perier : basse, contrebasse
- Michel Amsellem : piano, claviers, orgue, wurlitzer
- Gérard Daguerre : piano
- Michaël Ohayon : guitare
- Philippe Russo : guitare, chœurs
- Jean-François Berger : cordes et orchestres, accordéon, claviers additionnels, mellotron
- Benoît Dunoyer de Segonzac : violoncelle
- Éric Mula : bugle
- Léonard Lasry : claviers additionnels
- Axel Wursthorn : claviers additionnels
- Isabelle Staron : chœurs